# White Noise (2022)
White Noise is een Amerikaans-Britse zwarte komediefilm uit 2022, geschreven en geregisseerd door Noah Baumbach. De film is gebaseerd op de gelijknamige roman uit 1985 van Don DeLillo.

## Verhaal
De film volgt Jack, een professor die naam heeft gemaakt met het doceren van Hitler-studies. Met zijn vierde vrouw Babette en hun kinderen proberen ze de uitdagingen van het gezinsleven aan te gaan. Hun bestaan wordt op de proef gesteld en verstoord wanneer een "giftige gebeurtenis in de lucht" hen dwingt om samen de doodsdreiging het hoofd te bieden.

## Rolverdeling
| Acteur             | Personage       |
| ------------------ | --------------- |
| Adam Driver        | Jack Gladney    |
| Greta Gerwig       | Babette Gladney |
| Raffey Cassidy     | Debbie          |
| André Benjamin     |                 |
| Alessandro Nivola  |                 |
| Jodie Turner-Smith |                 |
| Don Cheadle        | Murray Siskind  |
| Lars Eidinger      | Arlo Shell      |
| Sam Nivola         |                 |
| May Nivola         |                 |

## Productie
In september 2020 werd bekendgemaakt dat Noah Baumbach in 2021 opnieuw een film zal maken voor Netflix, nadat hij eerder Marriage Story voor de streamingservice had gemaakt. In december werd aangekondigd dat acteurs Adam Driver en Greta Gerwig waren gecast om de hoofdrollen te vertolken.
In januari 2021 werd aangekondigd dat Noah Baumbach voor Netflix begonnen was aan zijn nieuwe film, die een bewerking van het toneelstuk White Noise van Don DeLillo zou zijn. Baumbach produceert de film samen met David Heyman met wie hij ook samenwerkte aan Marriage Story.

## Release
Op 25 juli 2022 - een dag voordat de films bekend werden gemaakt die op het Filmfestival van Venetië te zien zullen zijn - werd bekendgemaakt dat de film White Noise meedoet aan de internationale competitie om de Gouden Leeuw en op 31 augustus 2022 de openingsfilm van het festival zal zijn.